# Hrabstwo Hancock (Georgia)

Piramida wieku hrabstwa

Hrabstwo Hancock, to hrabstwo położone w stanie Georgia w USA. Zostało nazwane dla upamiętnienia Johna Hancocka. Z gęstością 7,5 os./km² należy do najsłabiej zaludnionych hrabstw Georgii. Siedziba hrabstwa mieści się w miasteczku Sparta.